# Éric Hassli
Éric Hassli, né le 3 mai 1981 à Sarreguemines, est un footballeur français évoluant au poste d'attaquant de 2000 à 2015.

## Biographie
Après une année au Valenciennes FC, il signe un contrat d'une durée de quatre ans avec le club suisse du FC Zurich. 
Le 4 mars 2011, il signe un contrat avec les Whitecaps de Vancouver de la MLS, en tant que joueur désigné, et dont les termes n'ont pas été dévoilés. Pour son 1er match de championnat en territoire Nord-Américain, il inscrit un doublé, face au Toronto FC, et est élu homme du match. Le 11 juin 2011, il inscrit l'un des plus beaux buts de l'année de la MLS face au Seattle Sounders FC en marquant d'une reprise de volée dans la lucarne après avoir effectué un coup du sombrero sur son défenseur direct.
En juillet 2011, il est intégré à l'équipe All-Star de la MLS en tant que réserviste. Il ne participe pas à la rencontre à New York contre Manchester United.
En juillet 2012, il signe au Toronto FC. Quelques mois plus tard, le 4 février 2013, il rejoint le FC Dallas,.
La veille du premier match de la saison 2014 de MLS, le FC Dallas et Éric Hassli annoncent avoir trouvés un accord pour rompre le contrat liant le joueur au club.
Le 18 mars 2014, Éric Hassli signe avec les San Antonio Scorpions en NASL, la 2e division nord-américaine.
Il gagne le championnat de la NASL 2014 avec San Antonio.
En décembre 2015, il quitte les États-Unis pour revenir jouer dans son club formateur, le FC Sarreguemines évoluant en CFA 2 mais il décide d'arrêter sa carrière au bout de quelques semaines par manque de condition physique.